# Zaniże
Zaniże – część wsi Raciborowice w Polsce położona w województwie lubelskim, w powiecie chełmskim, w gminie Białopole.
Miejscowość leży przy drodze nr DW 844.  
W latach 1975–1998 miejscowość położona była w województwie chełmskim.

## Historia
Według Słownika geograficznego Królestwa Polskiego z roku  1895 Zaniże stanowiło wieś w powiecie hrubieszowskim, gminie Białopole, parafii rzymskokatolickiej Moniatycze, greckokatolickiej Buśno. W roku 1827 było 14 domów zamieszkałych przez 104 mieszkańców.